# 里窝那省
里窝那省（義大利語：Provincia di Livorno）是意大利托斯卡纳大区的一個省。面積1,218平方公里，2005年人口330,739人。首府里窝那。
下分20市鎮。